# 혼수함

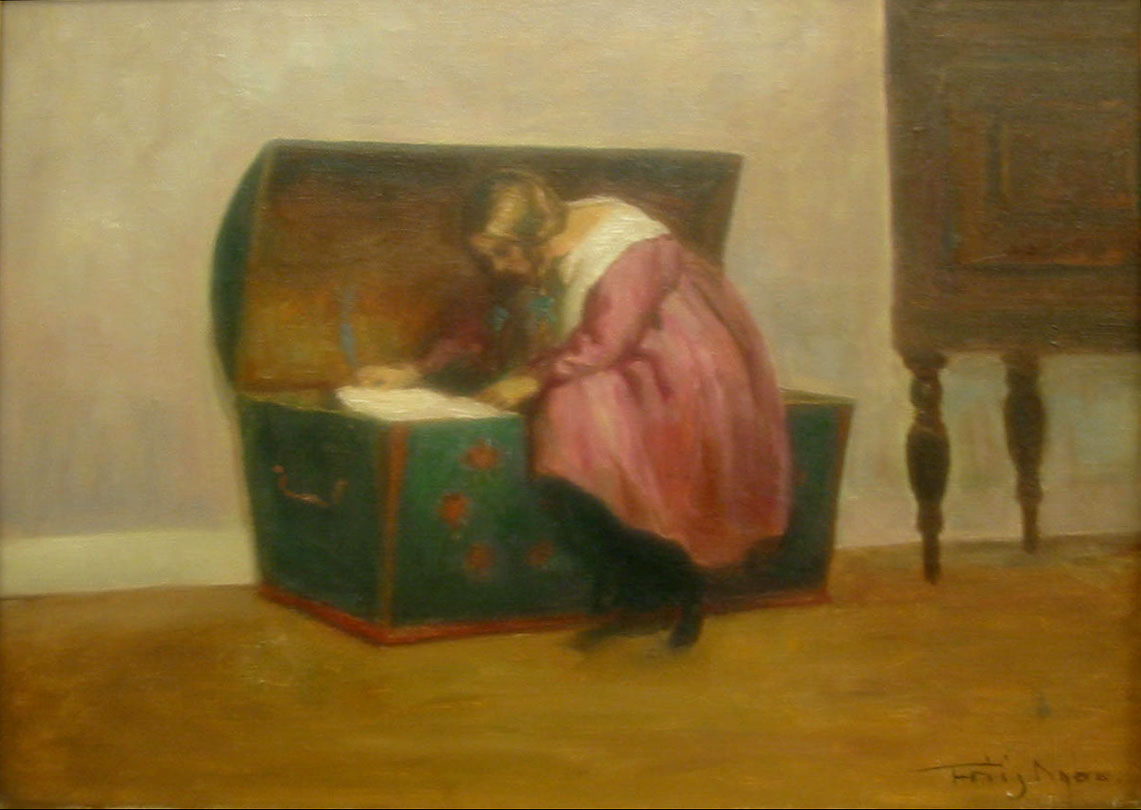

혼수함(婚需函)은 예전에 혼인 전날에 신랑측이 신부측으로 가져가는 상자이다. 상자 속에는 혼례가 잘 되길 바라는 의미가 담긴 여러 상징물을 담았다. 그 상자와 함께 신랑측의 사람이 함을 지고 신부측으로 보내던 것이다. 현대에는 혼인 당일에 하는 경우도 많다고 한다.

## 내용물

#### 오곡주머니(오방주머니)
오곡주머니는 빨간색, 파란색, 연두색, 분홍색, 노란색으로 이루어져 있다.
빨간색 주머니에는 혼인을 하기 전 들러붙는 악귀를 퇴치하기 위하여 팥을 넣는다.
파란색 주머니에는 콩처럼 둥글둥글하게 살고 원만한 인품을 갖기를 기원하기 위하여 콩을 넣는다.
연두색 주머니에는 결혼생활이 길하기를 바라는 마음을 담아 수수를 넣는다.
분홍색 주머니에는 재복과 식복이 있기를 바라는 의미에 찹쌀을 넣는다.
마지막 노란색 주머니에는 자손과 집안이 번창하기를 기원하는 의미에서 목화씨를 넣는다 .

#### 청홍비단
청색 비단이란 청색 비단과 홍색 비단을 의미한다.
청색 비단은 홍지로 감싸서 청실로 매듭을 만들고 홍색 비단은 청지로 감싸서 홍실로 매듭을 짓는다.
함에 넣을 때에는 청색 비단을 아래에 두고 그 위에 홍색 비단을 올린다.
청색 비단은 여자의 음기를 뜻하고 홍색 비단은 남자의 양기를 뜻한다고 한다.

#### 혼서지 (혼서지보)
신랑 아버지 측에서 신부에게 보내는 편지의 일종이다.
주로 결혼 승낙과 관련된 내용이 담겨있다.
혼서지를 작성한 후 구겨지지 않게 9번 접어서 봉투에 담아 천에 감싸서 보내야 한다.

#### 기러기
시어머니가 선물하는 것으로 부부의 백년해로를 기원하는 의미를 담아 기러기 한 쌍을 넣는다.

#### 기타
최근에는 신부측으로 보내는 예물, 가방 등이 포함된다.

#### 함진아비
혼인 전날 밤이나 혼인날 신부의 집으로 함을 들고 가는 사람을 의미한다. 과거에 함진아비는 첫아들을 낳고 팔자 좋은 사람 혹은 신랑의 친구 혹은 신랑의 친척들 중에서 예의범절 바른 사람이 한다.

##### 특징
함진아비는 함을 지고 신부 집까지 가는 중에 내려놓아서는 안 된다. 함진아비는 뒷걸음질을 하면 안 된다. 함진아비는 예전에는 숯을 사용해 얼굴을 까맣게 칠한 후 신부 집으로 갔었지만 요즘 들어와서는 숯을 칠하는 대신 오징어를 얼굴에 쓴다.

## 같이 보기
- 혼수